# Détecteur à diffusion de lumière par évaporation
 (octobre 2021).
- Si vous ne connaissez pas le sujet, laissez ce bandeau (vous pouvez alors contacter les auteurs).
- Si vous supprimez le contenu mis en cause (vous pouvez préalablement contacter les auteurs),

argumentez précisément cette suppression dans la page de discussion
(un manque de référence n'est pas un argument ; une recherche réelle de référence doit avoir été effectuée, être formellement documentée).
Le détecteur évaporatif à diffusion de la lumière (DEDL en français, ELSD en anglais) est un détecteur évaporatif utilisé en chromatographie liquide (HPLC, UHPLC…) ou en chromatographie en phase supercritique (SFC), mais aussi dans diverses techniques de purification (HPLC préparative et semi-préparative, chromatographie flash, chromatographie à contre-courant, chromatographie de partage centrifuge), et plus généralement toute technique chromatographique dont la phase mobile est liquide ou supercritique et ne contient pas d'additifs ou composants non volatils.

## Principe
La détection repose sur la détection des solutés sous une forme solide ou liquide après une étape d'évaporation. Ce détecteur enchaine trois étapes successives :
1. La nébulisation de la phase mobile : à l'entrée du détecteur à diffusion de la lumière, un nébuliseur permet la transformation de la phase mobile en en nuage de gouttelettes. Le gaz permettant cette nébulisation va conduire les gouttelettes au travers du détecteur, à la seconde étape ;
2. L'évaporation de la phase mobile : à l'issue de la nébulisation, le flux sortant du système chromatographique transformé en continu en un nuage de gouttelettes est évaporé. La phase mobile constituant la majeure partie de chaque gouttelette est progressivement transférée en phase vapeur par l'action conjointe de la chaleur régnant dans le système d'évaporation et du flux de gaz vecteur (azote ou air) ;
3. La détection : si à l'issue de l'évaporation complète de la phase mobile il reste un ou plusieurs composés non évaporés, ceux-ci subsistent à l'état de particule liquide ou solide. Ces particules sont alors détectées grâce à la diffusion de la lumière. Une source lumineuse (lampe à incandescence, diode électroluminescente (LED), laser) génère un faisceau lumineux qui traverse en continu le flux de gaz contenant les particules éventuelles. En cas de présence de particule, une partie de ce faisceau lumineux va être dévié vers un photodétecteur (photomultiplicateur ou photodiode).

La diffusion de la lumière exploitée par ce détecteur est un phénomène qui ne dépend pas de la nature des particules : toute espèce présente à l'état liquide ou solide à l'issue de l'évaporation sera détectée.

## Usage
La détection ne dépend donc pas de la présence de fonctions chimiques particulières (chromophore, ionisabilité…). C'est donc une technique plus universelle.
D'un point de vue pratique, ce détecteur ne comporte qu'un seul paramètre important : la température d'évaporation. Cette température correspond à l'énergie calorifique fournie au système pour l'évaporation des gouttelettes.
Certaines marques ont choisi un design dédié (concept LT-ELSD pour Low-temperature Evaporative Light Scattering Detector en anglais ou détecteur évaporatif à diffusion de la lumière avec évaporation à basse température en français). D'autres marques ont un design différent mettant en jeu des zones de gestion thermique indépendante (mais nécessitant ainsi d'optimiser chaque zone et augmentant le nombre de paramètres opératoires).